# Skipper Bootshandel
Skipper Bootshandel ist ein monatlich erscheinendes Magazin mit den Themen Motor- und Segelboote, das von der MuP Verlag GmbH in München herausgegeben wird.

## Inhalt
Das Magazin greift monatlich Schwerpunkte um die Themen Segel- und Motorboote auf. Ausführlich wird in den Ausgaben auf den Bereich Bootstest eingegangen. Neben Neuigkeiten bietet Skipper Bootshandel auch Informationen zu Technik sowie Tipps und Tricks. Reportagen unter anderem über Bootsreviere und Destinationen im In- und Ausland, Angelberichte sowie Lifestyle und Accessoires sind ebenfalls fester Bestandteil des Magazins.

## Geschichte
Erhard J. Nellissen, der erste Chefredakteur des Skipper, hatte die Idee, eine „Plattform für die intensive Kommunikation aller Freizeitskipper“ zu schaffen. Anfang 1978 erstellte er gemeinsam mit dem Verleger Dieter Bergemann ein Konzept. Im Mai 1978 erschien – damals noch in Schwarz-Weiß – die erste Ausgabe des „Boots- und Wassersport-Magazins“ mit einem Gesamtumfang von 48 Seiten. Heft Nummer 1 kostete 4 Deutsche Mark. Thematisch gab es keine Beschränkung. Ob Surfen, Segeln, Motorboot-, Jetski- oder Wasserskifahren, zu Beginn waren die Herausgeber nach allen Seiten offen, was sich auch in dem viergeteilten Titelbild der Erstausgabe widerspiegelt.
Ab dem Frühjahr 2007 gehörte das Bootshandel-Magazin als Tochter der Berliner Tageszeitung Der Tagesspiegel zur Verlagsgruppe Georg von Holtzbrinck, vom 1. Juni 2009 an zur Dieter von Holtzbrinck Medien GmbH (DvH Medien). Ab Frühjahr 2014 bis Juli 2016 erschien das Bootshandel-Magazin im Verlag Der Tagesspiegel GmbH.
Skipper Bootshandel entstand im Jahr 2016 aus der Zusammenführung der Magazine Skipper – Boote & Yachting und dem Bootshandel-Magazin. Am 1. August 2016 erwarb die Münchner MuP Verlag GmbH das Bootshandel-Magazin. Dadurch wurde das bereits im MuP Verlag erscheinende Magazin Skipper - Boote & Yachting ergänzt.
Das Bootshandel-Magazin bot eine Gebrauchtboot-Plattform für private Foto-Kleinanzeigen in gedruckter Form im deutschsprachigen Raum. Dieser Service wird im Magazin Skipper Bootshandel fortgeführt.

## Online und ePaper
Reportagen und Bilder sind auf der Homepage zu finden. Dort werden Inhalte aus den Heften, wie Reiseberichte und Bootstests, veröffentlicht. Die Redakteure berichten über Erlebnisse am Wasser. Das Magazin gibt es auch in digitaler Form als ePaper.